# Gare de Hambourg-Altona
La gare de Hambourg-Altona, anciennement gare principale d'Altona et dite aussi gare d'Altona, est une gare ferroviaire terminus en impasse de la Deutsche Bahn et une gare de passage pour la S-Bahn de Hambourg. Elle est située dans l'arrondissement d'Altona, à l'ouest de la ville de Hambourg, en Allemagne.
Moins importante que la gare centrale de Hambourg, elle est néanmoins l'une des principales gares de la ville. Gare de la Deutsche Bahn, elle est desservie par des trains Intercity-Express (ICE), des trains régionaux et les trains de la S-Bahn de Hambourg. 

## Histoire
La gare originale d'Altona a été construite par la compagnie ferroviaire Altona-Kiel au bout de la ligne de Kiel, à environ 300 mètres au sud de la gare actuelle. Elle a ouvert ses portes en 1844, date à laquelle Altona était une ville indépendante du duché de Holstein (l'ancienne gare est actuellement utilisée comme hôtel de ville de l'arrondissement d'Altona). 
En 1866, la ligne de liaison a été ouverte, permettant aux trains de se rendre à la gare de Klosterthor (près de la gare principale) et à Berlin ou à Hanovre. En 1867, le chemin de fer Altona-Blankenese a été ouvert aux villes de la rive droite de l'Elbe (cette ligne est aujourd'hui utilisée par les lignes de S-Bahn S1 et S11). 
En 1898, la Altona Hauptbahnhof (gare principale d'Altona) a été inaugurée à l'emplacement qu'elle occupe actuellement. Elle a été gravement endommagée durant la Seconde Guerre mondiale, mais reconstruite par la suite. Le bâtiment a finalement été démoli à la fin des années 1970 lors de la construction du City-S-Bahn malgré les protestations. On craignait en effet que le tunnel ne provoque l'effondrement de la structure. Il a été remplacé par l'actuelle structure en béton préfabriqué de faible hauteur sur deux étages lors de son ouverture en 1979.  

## Service des voyageurs

### Accueil
Gare avec personnel, elle dispose notamment, de guichets, de distributeurs de titres de transport, de toilettes, d'une consigne et de téléphones d'urgence. Des magasins sont installés dans le bâtiment de la gare.
Les trains régionaux et longue distance partent et arrivent à quai au niveau de la rue dans le terminal. Il existe deux quais centraux en souterrain, pour les trains du S-Bahn de Hambourg, accessibles par des escaliers, des escalators et des ascenseurs.  

### Desserte
Grandes lignes et trains régionaux : Altona est desservie par des trains grandes lignes, elle est le terminus et l'origine des lignes ICE : 18, 25 et 28 jusqu'à Munich, 22 jusqu'à Stuttgart, 26 jusqu'à Karlsruhe et 20 jusqu'à Bâle. Tous les services ICE sont gérés par la Deutsche Bahn. Les trains régionaux disponibles à partir d'Altona comprennent : le R60 pour Husum et Itzehoe, et le R70 pour Neumünster, Kiel,  et la gare centrale de Hambourg. 
S-Bahn (Transit rapide) : les trains des lignes S1 et S11 sur la ligne Blankenese en provenance de l'ouest de la ville s'arrêtent à Altona et continuent en direction de la gare centrale de Hambourg via le City S-Bahn et la ligne de liaison vers l'aéroport de Hambourg et le terminus nord à Poppenbüttel. La ligne S3 part de Pinneberg dans le nord-ouest de la ville via la ligne Pinneberg et continue via la station Jungfernstieg et la gare centrale et via le S-Bahn Harburg en direction de Neugraben, pour finir à Stade en Basse-Saxe. La route S31 commence ici et passe par la ligne de liaison, la station Holstenstrasse et la gare centrale en direction de Harburg et Neugraben.  

### Intermodalité
En face de la gare, on trouve une gare routière avec des liaisons à travers la ville.

## Projets
En septembre 2009, le Hamburger Morgenpost et Die Welt ont révélé que la Deutsche Bahn AG prévoyait de fermer la gare d'Altona pour les trains longue distance et de construire une nouvelle gare dans le quartier de la gare de Diebsteich. Selon Die Welt, le gouvernement de la ville avait des études préliminaires de la zone pour y construire des appartements et un parc. À l'origine, il était prévu que la nouvelle gare ouvre en 2016,. En raison de manifestations répétées, cette date a été reportée à 2027.